# CKM (журнал)
CKM (скорочення від пол. Czasopismo Każdego Mężczyzny, «Журнал Кожного Чоловіка», також розшифровується як англ. Cool Kind of Men, «Крутий Тип Чоловіків»; окрім того, абревіатура ckm у польській означає також ciężki karabin maszynowy, «важкий кулемет») — польський розважальний щомісячний журнал для чоловіків. Містить фотографії і статті на пригодницьку, автомобільну, військову, спортивну, музичну й еротичну тематику, а також матеріали стосовно стилю життя і моди.

## Історія
Створений компанією Marquard Media. Перший головний редактор — Пйотр Ґонтовський (Piotr Gontowski). Видається з липня 1998 року. У жовтні 2006 вийшов 100-й номер.
Як додаток до грудневих номерів видаються календарі:
- 2001: (нема даних)
- 2004: «Ґречні дівчинки» (Grzeczne dziewczynki)
- 2005: «Солодкі дівчинки» (Słodkie dziewczynki)
- 2006: «Неґречні дівчинки» (Niegrzeczne dziewczynki)
- 2007: «Кошенята і кішки» (Kociaki i kocice)
- 2008: «Дівчата без гальм» (Dziewczyny bez hamulców)
- 2009: «Палкі дівчата» (Namiętne dziewczyny)
- 2010: «Норовливі дівиці» (Niesforne dziewice)
- 2011: «Дівчата з майбутнього» (Dziewczyny z przyszłości)
- 2012: «Янголки апокаліпсису» (Aniołki apokalipsy)

### Закордонні видання
Окрім оригінальної польської версії, існували закордонні видання місячника:
- Угорщина (1998—2013). Назва журналу розшифровується як угор. Céltudatos Kalandvágyó [Férfiak] Magazinja («Цілеспрямований Пригодник [Чоловічий] Журнал»)
- Сербія (2003—2013). Назва журналу розшифровується як серб. Cice, Kola, Medvedi («Цицьки, Колеса, Ведмеді»).